# Barbata
Barbata är en ort och kommun i provinsen Bergamo i regionen Lombardiet i Italien. Kommunen hade 698 invånare (2018).